# Сазоно-Балановский сельский совет (Харьковская область)
Сазоно-Балановский сельский совет — входит в состав Богодуховского района Харьковской области Украины.
Административный центр сельского совета находится в селе Сазоно-Балановка.

## История
- 1918 — дата образования.

## Населённые пункты совета
- село Сазоно-Балановка
- село Вертиевка
- посёлок Горького
- село Крупчино
- село Репки